# Велоспорт на літніх Олімпійських іграх 2024 — BMX-фрістайл (жінки)
Змагання з BMX-фрістайлу серед жінок на літніх Олімпійських іграх 2024 відбулися 30 і 31 липня на Площі Згоди. Змагалися 12 велогонщиць з 10 країн.

## Розклад
Змагання відбулися в два дні поспіль.
| H | Попередні заїзди | ¼ | Чвертьфінали | LC | Гонка останнього шансу | ½ | Півфінали | Ф | Фінал |

| Дисципліна↓/Дата →   | Суб 27 | Нед 28 | Пон 29 | Вів 30 | Сер 31 | Чет 1 | Чет 1 | П'ят 2 | П'ят 2 | Суб 3 | Нед 4 |
| -------------------- | ------ | ------ | ------ | ------ | ------ | ----- | ----- | ------ | ------ | ----- | ----- |
| BMX-фрістайл         |        |        |        |        |        |       |       |        |        |       |       |
| BMX-фрістайл (жінки) |        |        |        | П      | Ф      |       |       |        |        |       |       |

## Результати

### Посівний раунд
Перші дев'ять велогонщиць виходять до фіналу. Посівний раунд визначає порядок виступів у фіналі. Найкраща в посівному раунді виступає останньою у фіналі.
| Місце | Велогонщиця            | Країна                | Заїзд 1 | Заїзд 2 | Середня оцінка | Нотатки |
| ----- | ---------------------- | --------------------- | ------- | ------- | -------------- | ------- |
| 1     | Ганна Робертс          | США (USA)             | 91.80   | 91.10   | 91.45          | Q       |
| 2     | Ден Явень              | Китай (CHN)           | 90.36   | 91.70   | 91.03          | Q       |
| 3     | Сунь Цзяці             | Китай (CHN)           | 88.00   | 87.66   | 87.83          | Q       |
| 4     | Перріс Бенеґас         | США (USA)             | 86.20   | 84.68   | 85.44          | Q       |
| 5     | Івета Міцуличова       | Чехія (CZE)           | 83.60   | 85.33   | 84.46          | Q       |
| 6     | Квін Сарай Вільєгас    | Колумбія (COL)        | 81.60   | 87.25   | 84.42          | Q       |
| 7     | Макарена Перес Ґрассет | Чилі (CHI)            | 85.13   | 83.36   | 84.24          | Q       |
| 8     | Наталія Дім            | Австралія (AUS)       | 81.66   | 86.12   | 83.89          | Q       |
| 9     | Лорі Перес             | Франція (FRA)         | 83.64   | 82.88   | 83.26          | Q       |
| 10    | Нікіта Дукарроз        | Швейцарія (SUI)       | 79.04   | 80.53   | 79.78          |         |
| 11    | Шарлотт Вортінґтон     | Велика Британія (GBR) | 79.20   | 78.82   | 79.01          |         |
| 12    | Кім Леа Мюллер         | Німеччина (GER)       | 75.80   | 80.10   | 77.95          |         |

### Фінал
| Місце | Велогонщиця            | Країна          | Заїзд 1 | Заїзд 2 | Краща спроба | Ref   |
| ----- | ---------------------- | --------------- | ------- | ------- | ------------ | ----- |
| 1     | Ден Явень              | Китай (CHN)     | 92.50   | 92.60   | 92.60        | [ 3 ] |
| 2     | Перріс Бенеґас         | США (USA)       | 83.40   | 90.70   | 90.70        | [ 3 ] |
| 3     | Наталія Дім            | Австралія (AUS) | 88.80   | 87.70   | 88.80        | [ 3 ] |
| 4     | Квін Сарай Вільєгас    | Колумбія (COL)  | 64.80   | 88.00   | 88.00        | [ 3 ] |
| 5     | Макарена Перес Ґрассет | Чилі (CHI)      | 83.80   | 84.55   | 84.55        | [ 3 ] |
| 6     | Івета Міцуличова       | Чехія (CZE)     | 82.30   | 8.60    | 82.30        | [ 3 ] |
| 7     | Сунь Цзяці             | Китай (CHN)     | 70.80   | 60.10   | 70.80        | [ 3 ] |
| 8     | Ганна Робертс          | США (USA)       | 70.00   | 5.42    | 70.00        | [ 3 ] |
| 9     | Лорі Перес             | Франція (FRA)   | 2.80    | 64.30   | 64.30        | [ 3 ] |